# Croix de guerre
A croix de guerre vagy hadikereszt francia és belga katonai kitüntetés (Belgiumban még az Oorlogskruis holland elnevezést is használják). A kitüntetést az első világháború során 1915. április 2-án hozták létre mindkét országban,  majd a második világháborúban és rákövetkező háborúkban is adományozták a francia és belga fegyveres erők tagjainak. A kitüntetést rendszeresen megkapták más, Belgiummal és Franciaországgal szövetséges országok fegyveres erőinek tagjai is.
A croix de guerre kitüntetést egyének, illetve alakulatok kaphatják harc közben tanúsított hősies magatartásuk elismeréseként, illetve azoknak, akiket a napiparancsban név szerint is említettek, vagyis cselekedeteikkel kitűntek saját egységükben. A croix de guerre kitüntetést olyan alakulatok parancsnokai kapták meg, akik kiemelkedő és hősies cselekedeteket vittek véghez az ellenséggel való harcban és ezt az elöljáró alakulat is elismerte.

## Fokozatai, leírása
A kitüntetésnek nincsenek fokozatai, de külseje az adományozó országtól függően eltérő lehet. A francia kitüntetések között eltérés van az I. és a II. világháborúban, illetve az utána vívott konfliktusokban adományozott keresztektől. A katonai alakulatoknak adományozott kitüntetést fourragère, azaz vállszalag jelzi, amelyet az egység tagjai hordhatnak díszegyenruhájukon.
Mivel a croix de guerre kitüntetést két ország adományozza, egyéneknek és alakulatoknak is, fennállt annak a lehetősége, hogy egy személy több kitüntetést is kaphatott, különböző cselekedetekért, amelyeket a szabályok szerint egy időben viselhetett.

### Francia kitüntetés
A francia fegyveres erőknél a kitüntetésnek háromféle változata volt
| Szalagsáv | Kitüntetés leírása |
|           | I. világháborús croix de guerre |
|           | II. világháborús croix de guerre |
|           | A II. világháború után Franciaország területén kívül (théâtres d'opérations extérieures) vívott harcok során adományozott croix de guerre |

A francia kitüntetést 1915. április 2-án Émile Briant képviselő javaslatára hozták létre, hogy felváltsák a korábbi rendszert (a napiparancsban való említés csak adminisztratív jellegű volt, kitüntetést nem kaptak ezek a személyek). A medált Paul-André Bartholomé szobrász tervezte, az egyenlő szárú, bronzból készült kereszt szárai a kereszt középpontjától távolodva egyre szélesebbek lesznek. A kereszt középpontjában lévő medálon a köztársaság szimbóluma található.
A francia kitüntetési rendszerben a croix de guerre minden esetben jár, amikor a kitüntetett személyt elöljárója (legalább ezredparancsnok) megemlíti az egység napiparancsában. A parancsnok szintjétől függően a kitüntetés szalagján különféle díszítések lehetnek:
- Bronz csillag ezred vagy dandárszinten
- Ezüst csillag hadosztályszinten
- Arany csillag hadtestszinten
- Bronz pálmaág hadseregszinten
- Ezüst pálmaág öt bronz pálmaág után
- Aranyozott szegélyű ezüst pálmaág a Szabad Francia Erők szintjén

A Croix de guerre des Théâtres d'opérations extérieures kitüntetést a Franciaország területén kívül vívott háborúk kitüntetésének hozták létre 1921-ben. A kitüntetést az indokínai háború, a koreai háború, illetve a napjainkban a délszláv háborúban részt vevő francia katonáknak adományozták.
1939-ben Édouard Daladier kormánya egy új croix de guerre-t alkotott, amelyet 1941-ben a Vichy-kormány eltörölt és létrehozta a saját croix de guerre kitüntetését. 1943-ban General Giraud, az Algiers-ben állomásozó francia erőknek létrehozott egy croix de guerre-t, de 1944-ben de Gaulle tábornok, a Szabad Francia Erők parancsnoka, mind a Vichy, mind a Giraud croix de guerre-t eltörölte és visszaállította az 1939-est.

### Belga kitüntetés
| Szalagsáv | Kitüntetés leírása                                                |
|           | Belga Croix de Guerre, az I. és II. világháború során megegyezett |

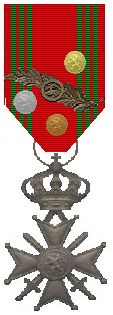
Belga croix de guerre pálmával és háromféle oroszlánnal

A belga croix de guerre nagyjából megegyezik a francia kitüntetéssel, de a keresztet korona csatolja a kitűző szalagjához. A különféle szinteket a francia kitüntetéstől eltérő díszítések jelölik:
- bronz oroszlán az ezredszintet
- ezüst oroszlán a dandárszintet
- arany oroszlán a hadosztályszintet
- bronz pálma a hadseregszintet
- ezüst pálma jár öt bronz után, és arany pálma jár öt ezüst után.

A kitüntetetteknek járó kereszt megnevezésében feltüntetik a kitüntetés szintjét is, pl. croix de guerre avec palme et lion (hadikereszt pálmával és oroszlánnal).

### Egységkitüntetés

Leuven város címere a kitüntetéssel

A croix de guerre kitüntetést katonai alakulatok is kaphatták, amelyeket megemlítettek az elöljáró alakulat napiparancsában. A kitüntetést ezután az egység zászlaján feltüntetik. Általában ezred vagy zászlóalj-szinten adományozzák és rendszerint a hadsereg-napiparancsban hirdetik ki, vagyis ekkor a pálmával díszített keresztek kapja a kitüntetett alakulat.
A kitüntetést emellett városoknak vagy akár vállalatoknak is lehet adományozni. Az első világháború során a francia kormány a belga Leuven városának adományozott egy croix de guerre-t, a város 1914-es ostroma után.
Amennyiben egy alakulat másodszor is megkapja a kitüntetést, az alakulat tagjai jogosulttá válnak a fourragère, azaz vállszalag viselésére. A vállszalagot az alakulat minden tagja viselheti, aki a kitüntetés idején ott szolgált, illetve az alakulat állandó állományába tartozik.
Az ideiglenes az alakulathoz vezényelt katonák, illetve akik később kerültek az alakulat állományába, szintén viselhették a vállszalagot, amíg az alakulatnál voltak, de áthelyezésük után ez már nem volt engedélyezett.

### Az Egyesült Államok fegyveres erőiben

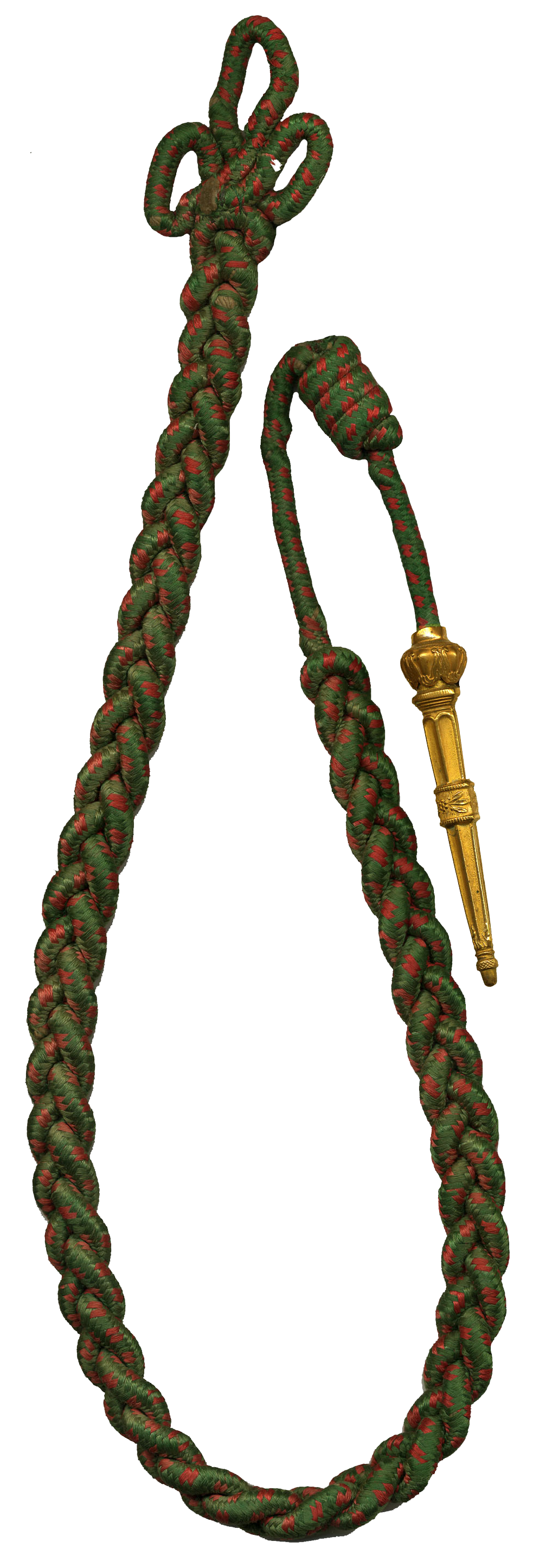
A croix de guerre vállszalagja

Az Egyesült Államok fegyveres erőinél a croix de guerre elfogadott külföldi katonai kitüntetés volt, amelyet egyének és alakulatok is megkaptak az I. és a II. világháború során. Azonban a kitüntetést csak az eredeti napiparanccsal adományozták, és az USA fegyveres erői az egyének szolgálati dokumentumaiban ezt nem említették. 1973-ban tűz ütött ki a nemzeti levéltárban, és számos olyan dokumentum megsemmisült, amely az I. és II. világháború alatt kiérdemelt croix de guerre eredetét bizonyította.
Jelenleg csak az 5. és 6. tengerészgyalogos ezredek, a szárazföldi hadsereg 2. lövészhadosztálya és az 1. lövészhadosztály 4. lovasezredének 3. százada, valamint a 28. lövészezred 1. zászlóalja jogosult a kitüntetést viselni, illetve feltüntetni az egység címerében és zászlóján.

## Kitüntetettek

### I. világháború
- Hobey Baker, első világháborús pilóta.
- Harold Llewellyn Bassett, hadmérnök
- William Birdwood, az első Croix de Guerre-t 1916-ban kapta a francia köztársasági elnöktől, a másodikat 1918-ban a belga királytól.
- Stanley Melbourne Bruce, Melbourne vikomtja, később Ausztrália miniszterelnöke, 1917-ben kapta meg.
- Eugene Bullard, a VErdun körüli csatákban szerzett sebesülést.
- Georges Carpentier, első világháborús pilóta.
- Father John B. DeValles, az amerikai Yankee Division tábori lelkésze, aki mind a szövetséges, mind a német katonákat gondozta. Egy sebesült katonát látott el, amikor mustárgáz-támadás érte és két évvel később meghalt.
- Hugh Ravensford Dixon, utász, a Lys folyón való átkelésben játszott szerepéért 1918-ban.
- Thomas J. Evans, a Welsh Guards 1 ezredéből, 1917-ben kapta a kitüntetést az Ypres környéki harcokban mutatott hősiességért.
- George L. Fox, az első világháborús szolgálataiért.  Fox egyike volt annak a négy tábori lelkésznek, aki 1943-ban életét vesztette, amikor az USAT Dorchester szállítóhajók torpedótalálat érte.
- Robert Gauthiot, francia keletkutató, nyelvész és felfedező, aki 1914-ben félbeszakította a Pamír-hegységbe vezetett expedícióját, hogy a francia hadseregben szolgáljon.  A kitüntetést azelőtt kapta, hogy 1916-ban halálos sebet kapott az Artois-i csata során.
- George Hedges, az East Surrey Regiment 1. ezredének katonája.
- Frank H. Hullinger, amerikai katona, aki heves ellenséges tűzben biztosította az összeköttetést egysége és a parancsnokság között.
- Henry Lincoln Johnson, amerikai fekete katona.
- Joyce Kilmer (1886-1918) amerikai költő, 69. önkéntes hadosztály őrmestere, aki posztumusz kapta meg a kitüntetést első világháborús szolgálataiért.
- William March, amerikai író.
- Isabel Weld Perkins, a Nemzetközi Vöröskereszt tagja.
- Joseph Edny Powell, 1918-ban Pétain marsall data át neki a kitüntetést hősies viselkedéséért. Egysége az elsők között volt, amelyek áttörték a Hindenburg-vonalat 1918 szeptemberében.
- Eddie Rickenbacker, százados, a 94. vadászrepülőezred pilótája az Egyesült Államok repülő szolgálatában (az Air Force elődje), aki a Medal of Honor kitüntetést is megkapta.
- James M. Sellers, tengerészgyalogos, a Belleau Wood környéki harcokban tanusított viselkedéséért.
- Jess William Snyder, őrnagy, az Amerikai Expedíciós Erők tagja.
- Laurence Stallings, amerikai író.
- Milunka Savić, az egyetlen nő, aki megkapta a Croix de Guerre kitüntetést.
- Sir Norman Strong, aki a belga Croix de guerre kitüntetést kapta.
- Leslie R. Taber, amerikai pilóta, aki vadászrepülőgépekkel és bombázókkal is repült.  Tagja volt az Egyesült Államok Haditengerészetének kötelékében létrehozott repülő szolgálatnak.
- Stephen W. Thompson, amerikai pilóta, aki az USA első légi győzelmét aratta az első világháborúban.
- Frederick Lawrence Wall, őrnagy, ausztrál katonaorvos.
- Samuel Woodfill, első világháborús amerikai katona, több német géppuskafészket is elfoglalt, puskájával, pisztolyával és csákányával számos ellenséges katonát megölt.
- Alvin C. York, a Meuse-Argonne térségben vívott csaták közben tanúsított viselkedésért.

### II. világháború
- Władysław Anders, lengyel tábornok, a 2. lengyel hadosztály parancsnoka 1943-1946 között.
- Vera Atkins, a brit SOE tagja.
- Josephine Baker, amerikai táncos, énekes és színésznő, a Maquis tagja.
- Samuel Beckett, 1945-ben Charles de Gaulle tábornoktól kapta a kitüntetést.
- Marcel Bigeard, francia tábornok, a második világháború és az indokínai háború veteránja, aki mindkét háborúban megkapta a kitüntetést, összesen 17 pálmaággal.
- Thomas A. Cassilly, amerikai katona.
- Frederick Walker Castle, az amerikai légierő tagja, a Medal of Honor kitüntetettje.
- Lionel Guy D'Artois, kanadai tiszt, a SOE ügynöke.
- Guy de Rothschild
- Philippe de Rothschild, a Szabad Francia Erők kötelékében harcolt a világháború alatt.
- Gabriel Brunet de Sairigné, francia ezredes, aki szintén a Szabad Francia Erők kötelékében harcolt Kelet-Afrikában, Eritreában, Szíriában, Tunéziában, a szicíliai partraszállás során, illetve Elzász visszafoglalásában.
- Avery Cardinal Dulles, jezsuita pap.
- Ben F. Ellis, harc közben tanúsított önfeláldozó és hősies magatartásáért.
- Frantz Fanon, a Szabad Francia Erőkkel harcolt Észak-Afrikában és Elzászban.
- Carl Gustav Fleischer, norvég tábornok, aki a második világháború során első alkalommal aratott győzelmet német csapatok felett.
- Stephen Galatti
- Francis Grevemberg, amerikai altábornagy
- John Howard, színész, aki 1944-ben kapta meg a kitüntetést. Amikor hajója a francia partok mentén aknára futott, Howard átvette a kapitány helyét (aki a robbanásban életét vesztette) és hősiesen küzdött a személyzetért és a hajóért.
- Agnès Humbert, művészettörténész, aki szintén a francia ellenállási mozgalom tagja volt.
- Arthur Jessup, kanadai őrnagy.
- Noor Inayat Khan, híradós-rádiókezelő, a SOE tagja.
- Curtis E. LeMay, a francia és a belga Croix de guerre kitüntetést is megkapta.
- Jean Mayer
- Dragoljub Mihailovic, szerb tábornok, Csetnik vezető, aki Charles de Gaulle-tól kapta meg a kitüntetést.
- Audie Murphy, a második világháborúban legtöbbet kitüntetett amerikai katona, aki kétszer megkapta a francia és egyszer a belga Croix de Guerre-t, illetve a legmagasabb amerikai kitüntetést, a Medal of Honort.
- Leonard W. Murray, kanadai admirális.
- John B. Oakes, az OSS keretében végzett kémelhárítási tevékenységéért.
- George S. Patton, amerikai tábornok, a normandiai partraszállás és a rákövetkező hadműveletek során a 3. amerikai hadsereg irányításáért.
- David E. Pergrin ezredes, az ardenneki offenzíva során tanusított hősiességért.
- Harry Peulevé, az SOE egyik rádiósa.
- Abbé Pierre (1912-2007), francia pap.
- William Wilson Quinn, az amerikai 7. hadsereg tisztje. Dél-Franciaország felszabadítását készítette elő, illetve megjósolta a németek által indított ardenneki offenzívát.
- Robert Rosenthal, az amerikai 8. légihadsereg pilótája.
- Desmond J. Scott, új-zélandi pilóta, aki a Brit Királyi Légierő kötelékében harcolt és megkapta mind a francia, mind a belga Croix de guerre-t.
- Jan Smuts, dél-afrikai miniszterelnök.
- George Reginald Starr, a SOE ügynöke.
- James Stewart, amerika színész, a légierő tagja, 1944-ben kapta meg a kitüntetést Franciaország felszabadítása után.
- Violette Szabo, a brit SOE tagja, aki az első sikeres küldetés után a németek fogságába került, koncentrációs táborba zárták, megkínozták és kivégezték.
- Fernand Van Geert, hajóstiszt, aki 12 utast mentett meg egy megtorpedózott utasszállító hajóról. Van Geert magával tudott vinni egg iránytűt a mentőcsónakba, amit 9 nap on keresztül irányított a nyílt óceánon.
- Nancy Wake, a SOE ügynöke, aki a francia ellenállási mozgalommal is harcolt.
- F. F. E. Yeo-Thomas, a SOE ügynöke, aki a megszállt és a Vichy-kormány felügyelete alatt álló területeken is koordinálta az ellenállást.
- Edwin Allison Hosford, kanadai lövészkatona.

## Lásd még
- Belga katonai kitüntetések listája

## Fordítás
Ez a szócikk részben vagy egészben  a   Croix de guerre című angol Wikipédia-szócikk fordításán alapul.  Az eredeti cikk szerkesztőit annak laptörténete sorolja fel. Ez a jelzés csupán a megfogalmazás eredetét és a szerzői jogokat jelzi, nem szolgál a cikkben szereplő információk forrásmegjelöléseként.

## Külső hivatkozások
- I. világháborús belga kitüntetés
- Francia kitüntetés képei
- További információk a francia és belga kitüntetésről, képekkel
- Információk a belga kitüntetésről, képekkel